# Clubiona rivalis
Clubiona rivalis este o specie de păianjeni din genul Clubiona, familia Clubionidae, descrisă de Pavesi, 1883.
Este endemică în Etiopia. Conform Catalogue of Life specia Clubiona rivalis nu are subspecii cunoscute.